# FC Jerevan
Football Club Jerevan, arménsky Ֆուտբոլային Ակումբ Երեւան, byl arménský fotbalový klub z hlavního města Jerevan. Existoval v letech 1995-2000. Za pouhých pět let existence nicméně dosáhl velkých úspěchů, v roce 1997 se stal arménským mistrem.

## Získané trofeje
- Bardsragujn chumb ( 1x )
  - 1997

## Umístění v jednotlivých sezonách
Zdroj:
Legenda: Z - zápasy, V - výhry, R - remízy, P - porážky, VG - vstřelené góly, OG - obdržené góly, +/- - rozdíl skóre, B - body, červené podbarvení - sestup, zelené podbarvení - postup, fialové podbarvení - reorganizace, změna skupiny či soutěže
| Arménie (1995 – 2000) |                   |        |    |    |   |    |    |    |     |    |        |
| Sezóny                | Liga              | Úroveň | Z  | V  | R | P  | VG | OG | +/- | B  | Pozice |
| 1995/96               | Bardsragujn chumb | 1      | 22 | 13 | 5 | 4  | 43 | 24 | +19 | 44 | 3.     |
| 1996/97               | Bardsragujn chumb | 1      | 26 | 16 | 2 | 4  | 58 | 24 | +34 | 48 | 3.     |
| 1997                  | Bardsragujn chumb | 1      | 18 | 13 | 4 | 1  | 41 | 10 | +31 | 43 | 1.     |
| 1998                  | Bardsragujn chumb | 1      | 26 | 15 | 3 | 8  | 47 | 30 | +17 | 48 | 3.     |
| 1999                  | Bardsragujn chumb | 1      | 32 | 15 | 6 | 11 | 60 | 43 | +17 | 51 | 5.     |

## Přehled výsledků v evropských pohárech
| Sezóna  | Soutěž           | Kolo        | Soupeř                  | 1. zápas | 2. zápas |
| ------- | ---------------- | ----------- | ----------------------- | -------- | -------- |
| 1997/98 | Pohár UEFA       | 1. předkolo | FK Dněpr Dněpropetrovsk | 1:6      | 0:2      |
| 1998/99 | Liga mistrů UEFA | 1. předkolo | HJK Helsinki            | 0:2      | 0:3      |
| 1999/00 | Pohár UEFA       | Předkolo    | Hapoel Tel Aviv FC      | 0:2      | 1:2      |